# Stranskiïta
La stranskiïta és un mineral de la classe dels fosfats. Rep el seu nom en honor del professor Iwan Nikolow Stranski (1897-1979), químic i físic alemany. Stranski va fer un treball innovador en el creixement dels cristalls.

## Característiques
La stranskiïta és un fosfat de fórmula química Zn₂Cu(AsO₄)₂. Cristal·litza en el sistema triclínic. La seva duresa a l'escala de Mohs és 4.
Segons la classificació de Nickel-Strunz, la stranskiïta pertany a «08.AB - Fosfats, etc. sense anions addicionals, sense H₂O, amb cations de mida mitjana» juntament amb els següents minerals: farringtonita, ferrisicklerita, heterosita, litiofilita, natrofilita, purpurita, sicklerita, simferita, trifilita, karenwebberita, sarcòpsid, chopinita, beusita, graftonita, xantiosita, lammerita, lammerita-β, mcbirneyita, pseudolyonsita i lyonsita.

## Formació i jaciments
Va ser descoberta a la mina Tsumeb, a la regió d'Otjikoto, Namíbia. També ha estat descrita a l'àrea de Kukhi-Malik, a la província de Sughd (Tadjikistan); al districte de Maukenötz, al Tirol (Àustria); i dues localitats alemanyes: a Letmathe (Rin del Nord-Westfàlia) i a Frücht (Renània-Palatinat).